# Trotkova
Trotkova je naselje v Občini Benedikt.